# Национальный совет индейской молодёжи

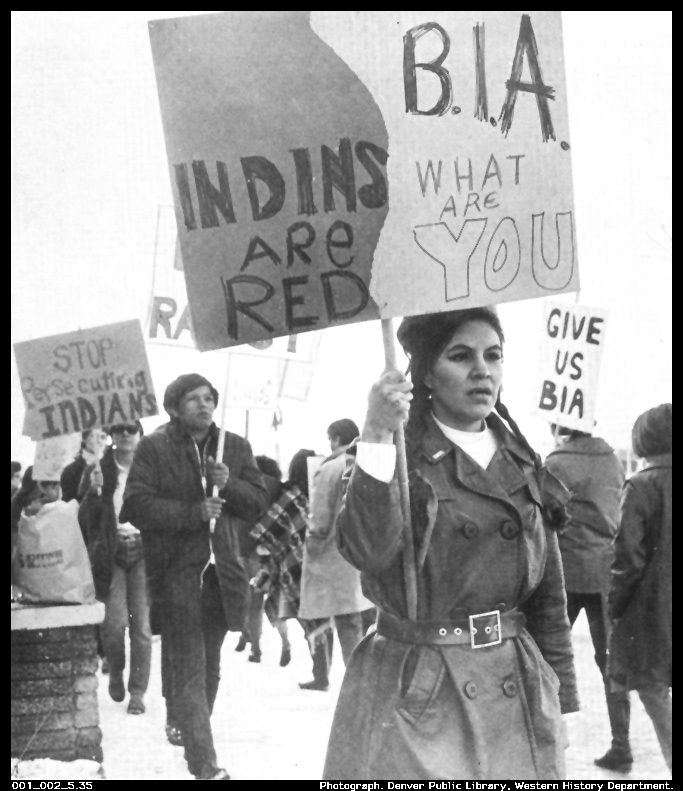
Демонстрации Национального совета индейской молодежи, Денвер, 1970 г.

Национальный совет индейской молодежи (NIYC) — вторая старейшая организация американских индейцев в Соединенных Штатах Америки, насчитывающая более 15 000 членов. Это была первая независимая местная студенческая организация и одна из первых местных организаций, использовавших протесты прямого действия как средство для достижения своих целей. В 1960-е годы NIYC действовал в основном как организация по защите гражданских прав. Совет был очень активен в движении за сохранение племенных прав на рыболовство на Северо-Западе.
В 1970-х годах NIYC сосредоточился на экологических проблемах и помогал племенам, страдающим от неблагоприятных последствий загрязнения в результате добычи угля и добычи урана. NIYC стремится улучшить государственное образование и профессиональную подготовку коренных американцев, информирует широкую общественность об их проблемах, продвигает свободу вероисповедания и расширяет участие в политической жизни.
Преамбула Конституции и заявления о целях Национального совета индейской молодежи гласит:
«Итак, теперь следует принять решение о том, что Национальный совет молодежи индейцев будет стремиться продвигать политику информирования всех людей об их неотъемлемых суверенных правах, выступая против прекращения федеральной ответственности на всех уровнях, добиваясь полного участия и согласия по вопросам юрисдикции, затрагивающим индийцев, и решительно поддерживая осуществление этих основных прав, гарантированных американским индейцам законодательными актами Соединенных Штатов Америки».

## История
Национальный совет индейской молодежи (NIYC) был основан в 1961 году молодыми американскими индейцами, которые учились в колледже или же недавно его закончили. NIYC является результатом несогласия молодежи с вождями племен, которое началось во время конференции американских индейцев в Чикаго в 1961 году, когда несколько молодых американских индейцев, разочаровались в вожде племени. Выслушав идеи, представленные консервативной фракцией конференции, молодежь стала выражать особые мнения. Эта группа, включая Клайда Уорриора (Понка) и Мела Тома (Уокер Ривер Пайют), временно назвала себя Молодёжным советом Чикагской конференции. Позже в том же году, после того как закончился летний семинар по делам американских индейцев, группа, объединившаяся в рамках Молодёжного совета Чикагской конференции, собралась в Галлапе, штат Нью-Мексико. Именно там был создан Национальный совет индейской молодежи. NIYC — вторая старейшая национальная организация американских индейцев, которая находилась под влиянием массового общественного движения за гражданские права чернокожих в США. Среди других членов NIYC были Роберт В. Дюмон-младший и Фейт Смит, которые принимали участие в политической деятельности. Работая в Центре американских индейцев в Чикаго (AIC), они помогли сформировать Комитет коренных американцев (NAC). В начале 1970-х годов NAC была основана школа Little Big Horn, в 1973 году была внедрена программа O-Wai-Ya-Wa для начальной школы. В 1974 году Смит, Дюмон, Комитет коренных американцев и другие основали Колледж образовательных услуг для коренных американцев (NAES College) — первое городское высшее учебное заведение, управляемое коренными американцами и обслуживающее их. Фейт Смит была президентом колледжа до 2004 года.

### Цели
Целью NIYC является защита индейских прав, в том числе прав на охоту и рыболовство. Мел Том разработал следующее кредо, из которого были взяты многие идеи и использованные в преамбуле конституции NIYC:
«На этом этапе истории американских индейцев мы, молодое поколение, считаем целесообразным объединиться в общенациональном масштабе для решения проблем, стоящих перед нашим индейским народом. Объединившись для взаимопомощи, мы признаем, что будущее индейского народа в конечном итоге будет в руках молодежи и что индейская молодежь должна быть обеспокоена положением американских индейцев. Мы также признаем неотъемлемую силу наследия американских индейцев. Потребности американских индейцев многочисленны и разнообразны. Помимо потребностей, есть уже сделанные пожертвования и пожертвования, которые должны будут быть сделаны Америке её коренными жителями. Мы верим в большую Индейскую Америку».
После основания NIYC было принято решение направить борьбу за права коренных американцев в новом направлении и использовать прямые действия для решения проблем. Прямые акции включали в себя «Рыбные войны» (fish-ins) и марши протеста. Это вдохновило другие группы последовать их примеру, например, ещё одну индейскую правозащитную организацию — Движение американских индейцев.

#### Публикации
В 1963 году NIYC начал публиковать ежемесячный информационный бюллетень под названием «ABC: Американцы до Колумба». Это была первая публикация движения «Красная сила». Информационный бюллетень был одним из главных выражений радикальной индейской мысли. К 1962 году на издательство подписались более 180 советов племен.

### Эпоха движения «Красная сила»

#### «Рыбные войны»
Как только поселенцы начали прибывать в район реки Колумбия, они начали бросать вызов индейским племенам из-за рыбной ловли. В течение 1800-х годов многочисленные региональные племена уступили часть земли федеральному правительству и переехали в резервации, но договоры защищали традиционное рыболовство и охоту для племен как с точки зрения доступа к территориям, так и с точки зрения используемых средств. Маклешут, Пуйаллап, Нисквалли и другие племена Тихоокеанского Северо-Запада подписали Договор Пойнт-Эллиот и Договор Медисин-Крик, где были урегулированы эти вопросы. Но после Второй мировой войны жители этого района начали осознавать, что загрязнение окружающей среды, лесозаготовки и рост популяции отрицательно сказались на промысле лосося. Вскоре начали внедрять природоохранные меры, но индейские племена хотели сохранить свои рыболовные привычки, которые не изменились на протяжении поколений. Спортивные и коммерческие рыбаки считали, что племена должны следовать тем же законам и постановлениям штата, что и они.
Первый арест произошел в 1954 году, был арестован вождь племени Пуйаллап Роберт Сатиакум. Дело дошло до Верховного суда Вашингтона. Конфликт продолжался в течение следующих нескольких лет и начал набирать большую огласку в 1964 году. В феврале вожди племен встретились с членами NCAI и NIYC, чтобы принять меры для защиты договорных прав. Протест стал предметом споров, потому что многие опасались, что их дело будет связано с движением за гражданские права американских индейцев, которое происходило в то же время. Мел Том сказал: «Это индейский договор, а не вопрос гражданских прав». NIYC и другие считали, что если бы их проблема была приравнена к расовым вопросам, это повлияло бы на результат. Проблема американских индейцев представляла собой вековую битву племен за власть, связанную с их отношениями с федеральным правительством, и они хотели, чтобы она оставалась в рамках этих условий.
Многие племена Вашингтона поддержали это дело, как и некоторые семинолы из Флориды, виннебаго из Небраски, черноногие из Монтаны, шошоны из Вайоминга и сиу (лакота) из Дакоты. Выдающийся американский актёр Марлон Брандо присоединился к «Рыбным войнам» и был арестован 2 марта 1964 года во время промысла NIYC на реке Пуйаллап. Епископальный пастор Джон Ярьян из Сан-Франциско также был арестован. Эти демонстрации были названы «приманками» в рекламных целях; активисты полагали, что мир лучше поймет протесты, увидев связь с сидячими забастовками, проводимыми молодыми чернокожими на Юге, чтобы получить обслуживание в столовых.
3 марта 1964 года в Олимпии, штат Вашингтон, произошла акция протеста, спланированная NIYC. Приняли участие от 1500 до 5000 человек, что на сегодняшний день является крупнейшим межплеменным протестом. На акции исполнялись традиционные танцы, организаторы выступали с речами, а перед официальной резиденцией губернатора одна группа продемонстрировала боевой танец. Индейский активист и лидер, оратор и один из основателей Национального совета молодежи индейцев Клайд Уорриор заявил, что акция протеста против ловли рыбы знаменует собой «начало новой эры в истории американских индейцев». В конце концов, протесты в марте 1964 года не привели к немедленным изменениям, но они привлекли представителей более 45 племен, помогая создать общеамериканское движение. Многие из участников NIYC назвали их «величайшей индийской победой современности». Рыбалка продолжалась и в конце 1960-х годов. Наконец, в 1974 году Верховный суд Соединенных Штатов закрыл дело «Соединенные Штаты против Вашингтона» для дальнейшего рассмотрения. В решении предусматривалось, что по договору индейцы имели право вылавливать 50 % выловленной рыбы в Вашингтоне.

#### Кампания бедных людей
NIYC был связан с афроамериканскими организациями по защите гражданских прав, в том числе с Кампанией бедных людей. В 1967 году Мартин Лютер Кинг-младший и правозащитная организация Конференция южного христианского руководства (SCLC) начали планировать массовую демонстрацию бедняков, чтобы повысить осведомленность о необходимости работы, жилья и медицинского обслуживания. Члены Национального конгресса американских индейцев (NCAI), NIYC и других организаций коренных народов встретились с Кингом в марте 1968 года. NCAI и NIYC разошлись во мнениях относительно подхода к кампании по борьбе с бедностью; NCAI решила не участвовать в марше. NCAI хотела продолжить свои тяжбы в судах с Конгрессом, в отличие от NIYC, который был готов к демонстрациям.
Бедняки со всех концов Соединенных Штатов прибыли в Вашингтон, округ Колумбия, в начале мая. Более 2000 демонстрантов были доставлены на машинах, автобусах и поездах. Также было задействовано более 200 коренных жителей.
Ниже приводится отрывок из заявления, сделанного Мелом Томом 1 мая 1968 года во время встречи с госсекретарем Дином Раском (написано участниками семинара по делам американских индейцев и NIYC):
«Мы присоединились к кампании для бедных, потому что большинство наших семей, племен и сообществ входят в число тех, кто больше всего страдает в этой стране. Мы не просим. Мы требуем того, что принадлежит нам по праву. Это не более чем право на достойную жизнь в наших общинах. Нам нужны гарантированные рабочие места, гарантированный доход, жилье, школы, экономическое развитие, но самое главное — мы хотим их на наших условиях. Наш главный представитель в федеральном правительстве, Министерство внутренних дел, нас подвело. Министерство внутренних дел начало подводить нас, потому что оно было построено на расистской, аморальной, патерналистской и колониалистской системе и действует в рамках неё. Невозможно избавиться от расизма, аморальности и колониализма; с этим можно только покончить. Система и структура власти, обслуживающая индийские народы, — это болезнь, которая разрослась до масштабов эпидемии. Индийская система больна. Патернализм — это вирус, а министр внутренних дел — его носитель».

##### «След нарушенных договоров»
NIYC была одной из нескольких организаций, принявших участие в протесте «След нарушенных договоров», который проходил с 3 по 9 ноября 1972 года. Он начался с движения колонны автомобилей из различных резерваций в Соединенных Штатах, намеревающихся добраться до Вашингтона, округ Колумбия. Цель «Следа нарушенных договоров» заключалась в том, чтобы привлечь внимание средств массовой информации и заручиться поддержкой племенного суверенитета. Это был один из первых случаев, когда американские индейцы объединились.